# Chlorophytum waibelii
Chlorophytum waibelii är en sparrisväxtart som beskrevs av Kurt Krause. Chlorophytum waibelii ingår i släktet ampelliljor, och familjen sparrisväxter. Inga underarter finns listade i Catalogue of Life.